# Lumen (Museum)

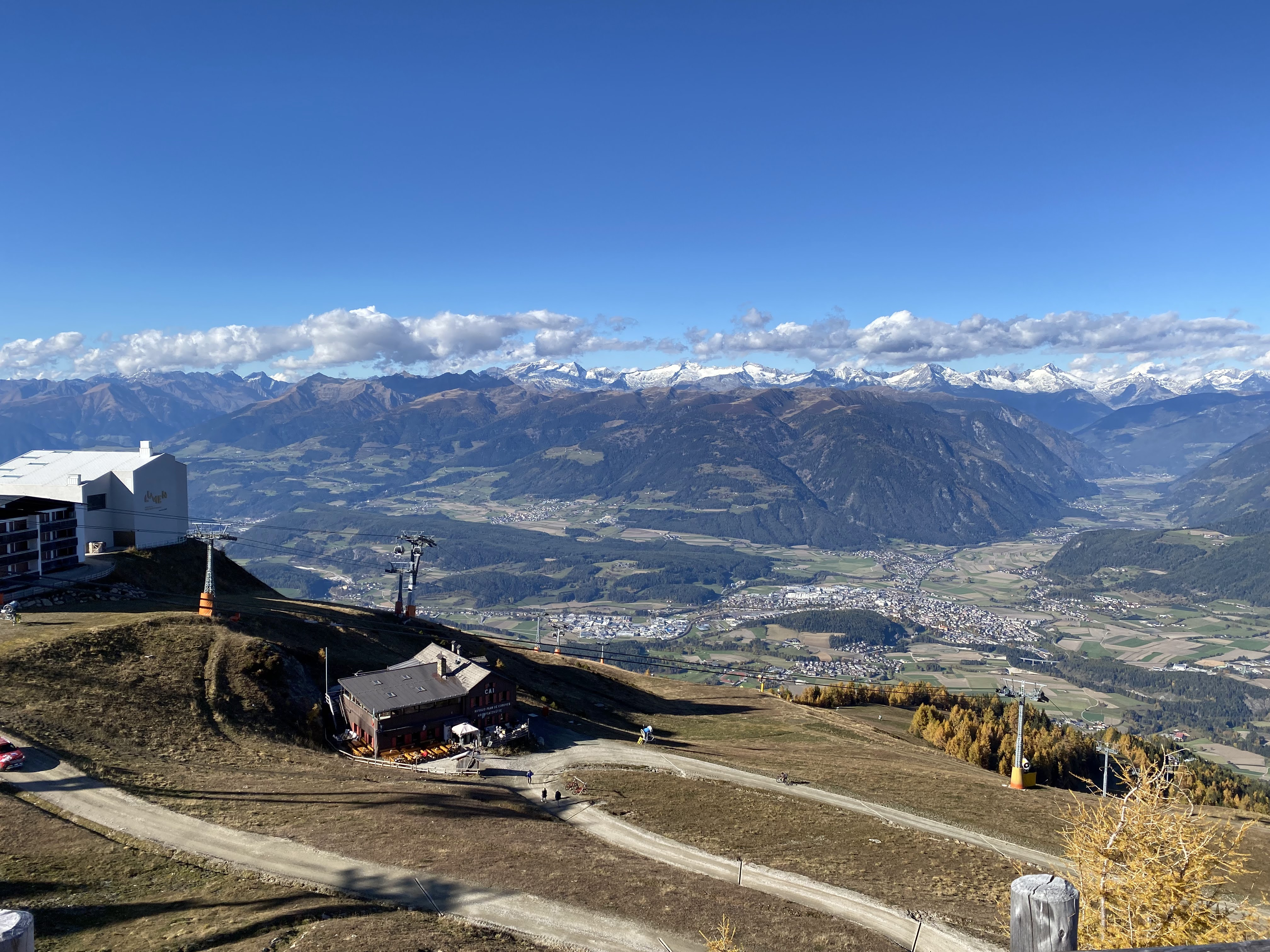
Das LUMEN (links) am nördlichen Hang des Kronplatzes

Das Lumen (Eigenschreibweise LUMEN) ist ein Museum für Bergfotografie am Gipfel des Kronplatz in Südtirol. Auf vier Stockwerken und 1800 Quadratmeter Ausstellungsfläche wird die Geschichte der Bergfotografie von ihren Anfängen bis hin zur Gegenwart dargestellt.
Das Lumen wurde in der ehemaligen Bergstation einer Seilbahn eingerichtet und im Dezember 2018 eröffnet. Es dient der Erweiterung des Angebotes durch das 2015 auf dem Gipfel des Kronplatz eröffnete Messner Mountain Museum.
Neben den saisonal wechselnden Ausstellungen wird im Museum durch eine Dauerausstellung, die sich über drei Stockwerke verteilt, die Geschichte der Fotografie und der Bergfotografie dargestellt.
Wechselausstellungen zeitgenössischer Fotokunst befassten sich unter anderem mit folgenden Themen:
- 2018/19: Heinz Zak. Capturing the Extreme
- 2018–2020: National Geographic. The colors of the mountains
- 2020: Sissa Micheli. Mountain Pieces. Reflecting History
- 2021: Durch die Linse betrachtet. Brunecker Fotografen Ernst Mariner und die Familie Kofler
- 2021: Melanie Manchot. Black snow. White out. Tracks
- 2021/22: Christian Murillo. Cascade mountains: Americans Range of fire and ice
- 2022: Gregor Sailer. The polar silk road